# 潘多拉珠宝

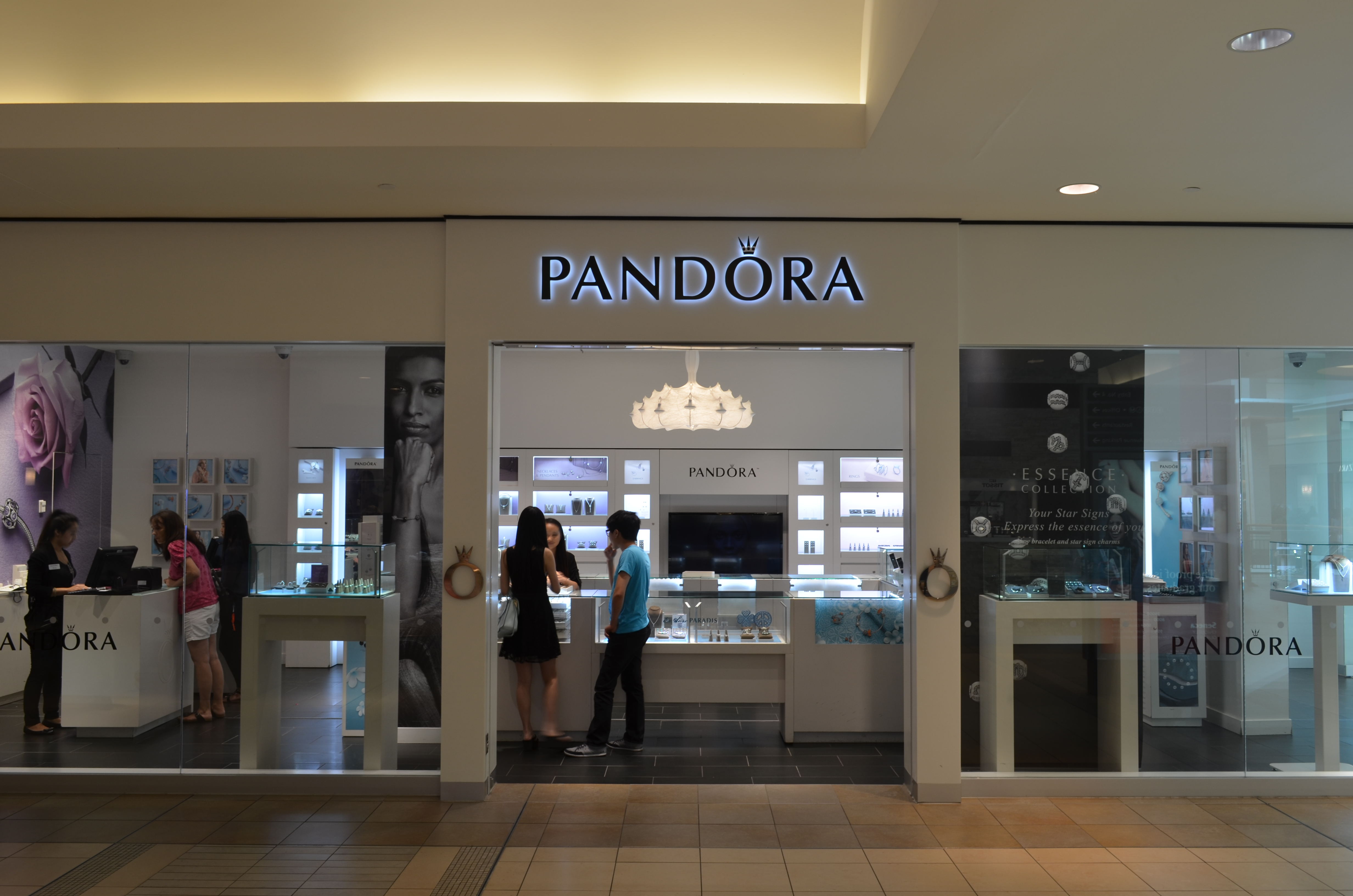
加拿大多倫多Fairview Mall的Pandora专营店

潘朵拉珠宝（Pandora A/S），又稱Pandora，通常風格化爲PANDORA，是丹麥一間著名的金匠公司，由沛·恩俄博森（Per Enevoldsen）和其夫人温妮·利泽博在1982年建立。

## 历史
2009年公司销售额34.61亿丹麦克朗。Pandora在哥本哈根上市，2010年10月市值达337亿丹麦克朗。